# Bass Rock
Bass Rock è un'isola posta in prossimità della costa orientale della Scozia, circa 2 chilometri al largo, vicino alla foce del Firth of Forth, e a 5 chilometri a nord-est della città di North Berwick.

## Geografia

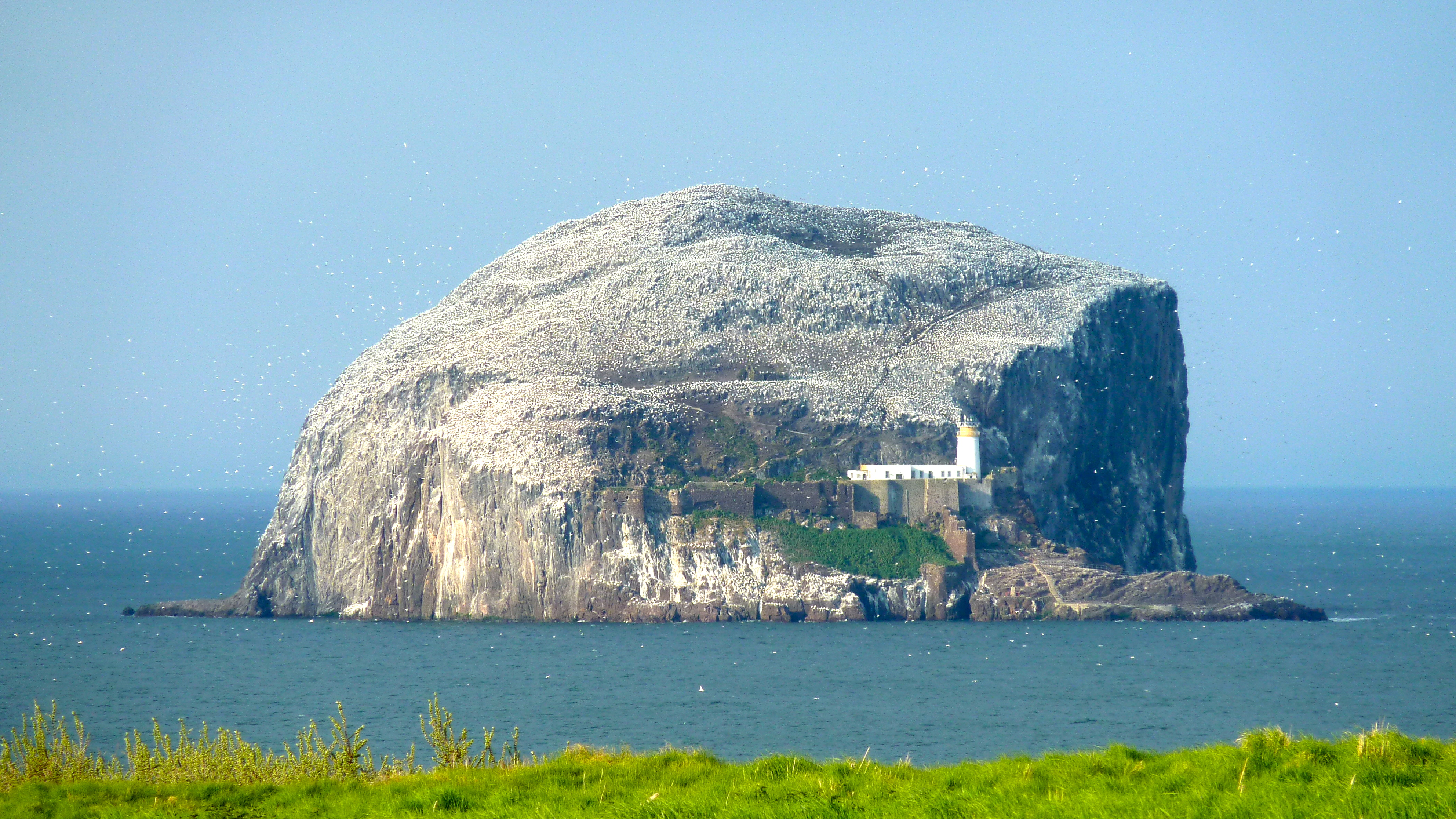
Bass Rock vista da North Berwick

L'isola appare come una massa rocciosa di forma grossolanamente circolare, circondata da scogliere ripide, alta 107 metri nel suo punto più elevato. È meno scoscesa tuttavia nel versante meridionale dove degrada lentamente formando una punta chiamata "East Landing". Sulla East Landing sono presenti i resti di un'antica cappella, le rovine di un'antica fortezza e un faro costruito nel 1902. Un tunnel naturale attraversa l'isola da est a ovest, ma è visibile solo durante la bassa marea.

## Fauna

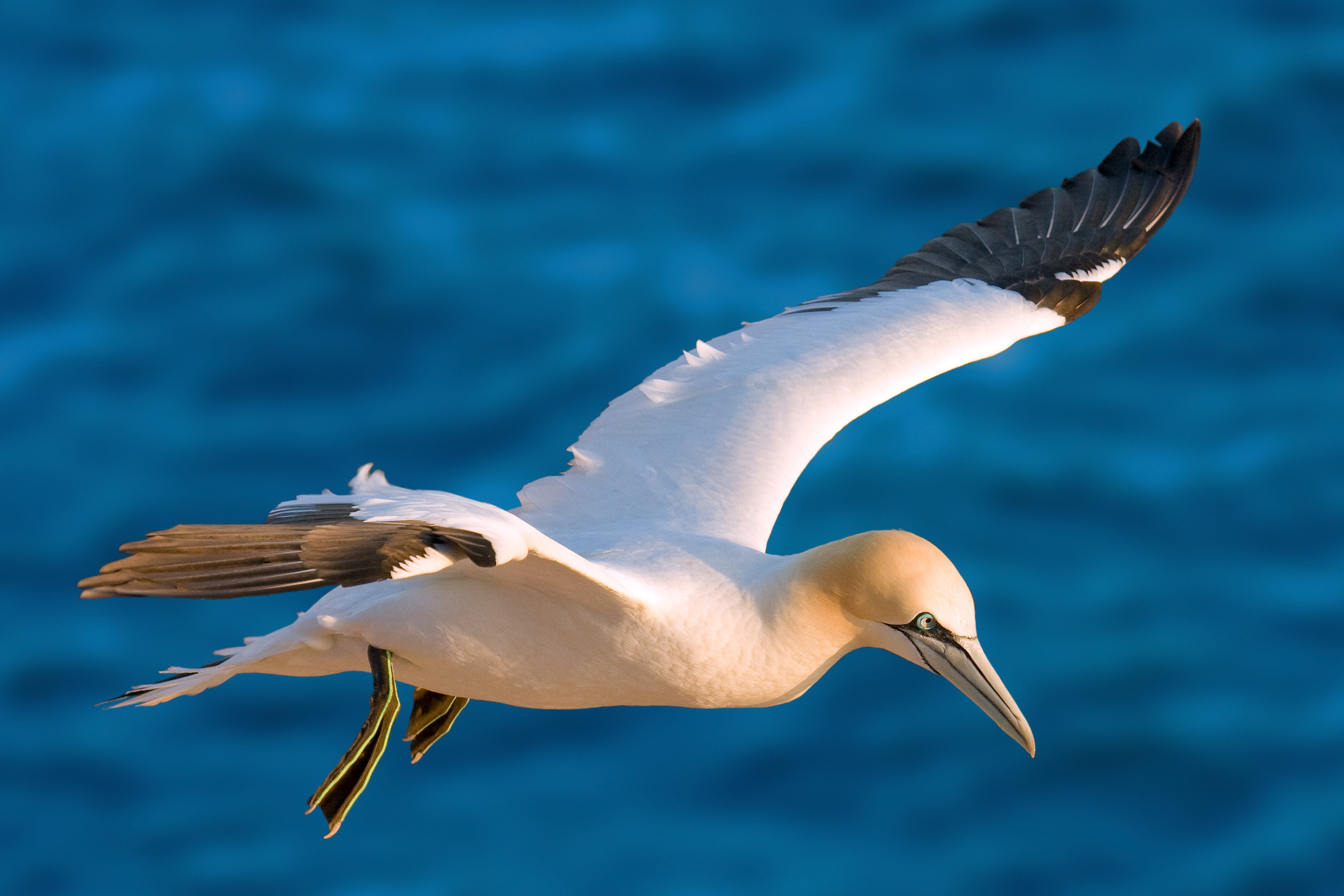
Sula bassana

L'isola è una zona di protezione speciale per la presenza di colonie di uccelli marini, come gazze marine, Alcidi, cormorani, pulcinella di mare, anatre, gabbiani e soprattutto sule bassane (oltre 75.000 coppie, la più grande colonia del mondo) il cui nome scientifico (Morus bassanus) trae origine per l'appunto da Bass Rock. Gli uccelli marini danno un colore bianco-grigiastro alla superficie dell'isola a causa del loro alto numero, dei loro nidi e degli escrementi. Lo Scottish Seabird Centre ha posto sull'isola 10 telecamere ad alta risoluzione e ad energia solare per registrare le immagini degli uccelli marini.

## Storia

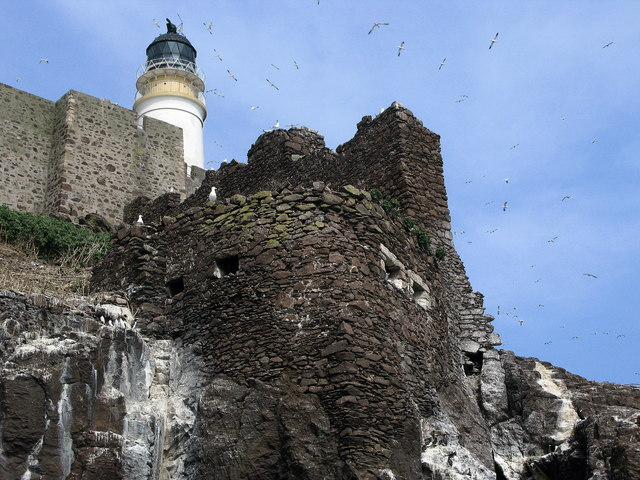
Bass Rock, Rovine della fortezza e Faro

L'isola è attualmente disabitata, ma in epoca storica è stata abitata da Baldred di Tyninghame, un eremita cristiano che vi morì il 6 marzo 757; sono presenti i resti di un'antica cappella dedicata a San Baldred. Più tardi fu costruito la fortezza che, nel periodo successivo al Commonwealth of England è stata utilizzata come prigione; vi fu rinchiuso, fra gli altri, Walter Stuart, I conte d'Atholl (1360-1437). L'isola è di proprietà di Sir Hew Hamilton-Dalrymple, la cui famiglia l'acquistò nel 1706 dalla famiglia Lauder che la possedette per quasi sei secoli.
Bass Rock è citata in alcune opere di narrativa, tra cui Catriona di Robert Louis Stevenson e Il miracolo di padre Malachia di Bruce Marshall.